# Pseudodinia slussi
Pseudodinia slussi is een vliegensoort uit de familie van de Chamaemyiidae. De wetenschappelijke naam van de soort is voor het eerst geldig gepubliceerd in 1985 door Barber.